# Göksu Üçtaş
Göksu Üçtaş Şanlı, ou simplement Göksu Üçtaş (se prononce [ˈɟøcsu ˈyt͡ʃtaʃ]) est une gymnaste artistique turque, née le 30 août 1990 à Şahinbey.

## Carrière
Elle est médaillée d'argent au saut de cheval aux Jeux méditerranéens de 2009 à Pescara. Elle participe aux Jeux olympiques d'été de 2012 à Londres. Aux Jeux de la solidarité islamique 2017 à Bakou, elle est médaillée d'or à la poutre et médaillée d'argent par équipes ainsi qu'au sol.
Elle est médaillée d'argent au sol aux Jeux méditerranéens de 2018 à Tarragone.
Aux Championnats d'Europe de gymnastique artistique féminine 2020 à Mersin, elle obtient la médaille d'argent au sol.